# Chiesa delle Suore Montalve
La chiesa delle Suore Montalve è un luogo di culto cattolico che si trova in una zona collinare a nord di Firenze, in via di Boldrone 2, presso villa La Quiete.

## Storia
La villa, antica residenza degli Orlandini, nel 1453 divenne proprietà dei Medici, e nel 1650 di Eleonora Ramirez de Montalvo, fondatrice delle Minime ancelle della Santissima Trinità. Dal 1992 il complesso delle Montalve appartiene all'Università degli Studi di Firenze.
La chiesa fu edificata da Pier Francesco Silvani nel 1686 su commissione di Vittoria Della Rovere, che aveva preso a cuore la situazione dell'Istituto delle Montalve dopo la morte della fondatrice, sua confidente. Sulla facciata a capanna, con portico, spicca infatti lo stemma Medici-Della Rovere.
Nel convento delle Suore Montalve dimorò, inoltre, San Gaspare del Bufalo - fondatore dei Missionari del Preziosissimo Sangue e Apostolo illustre del Sangue di Cristo - fra la fine di dicembre del 1813 e l'inizio di gennaio del 1814, prima di andare in Corsica. In questo monastero San Gaspare si impegnò a diffondere la devozione al Preziosissimo Sangue.

## Interno

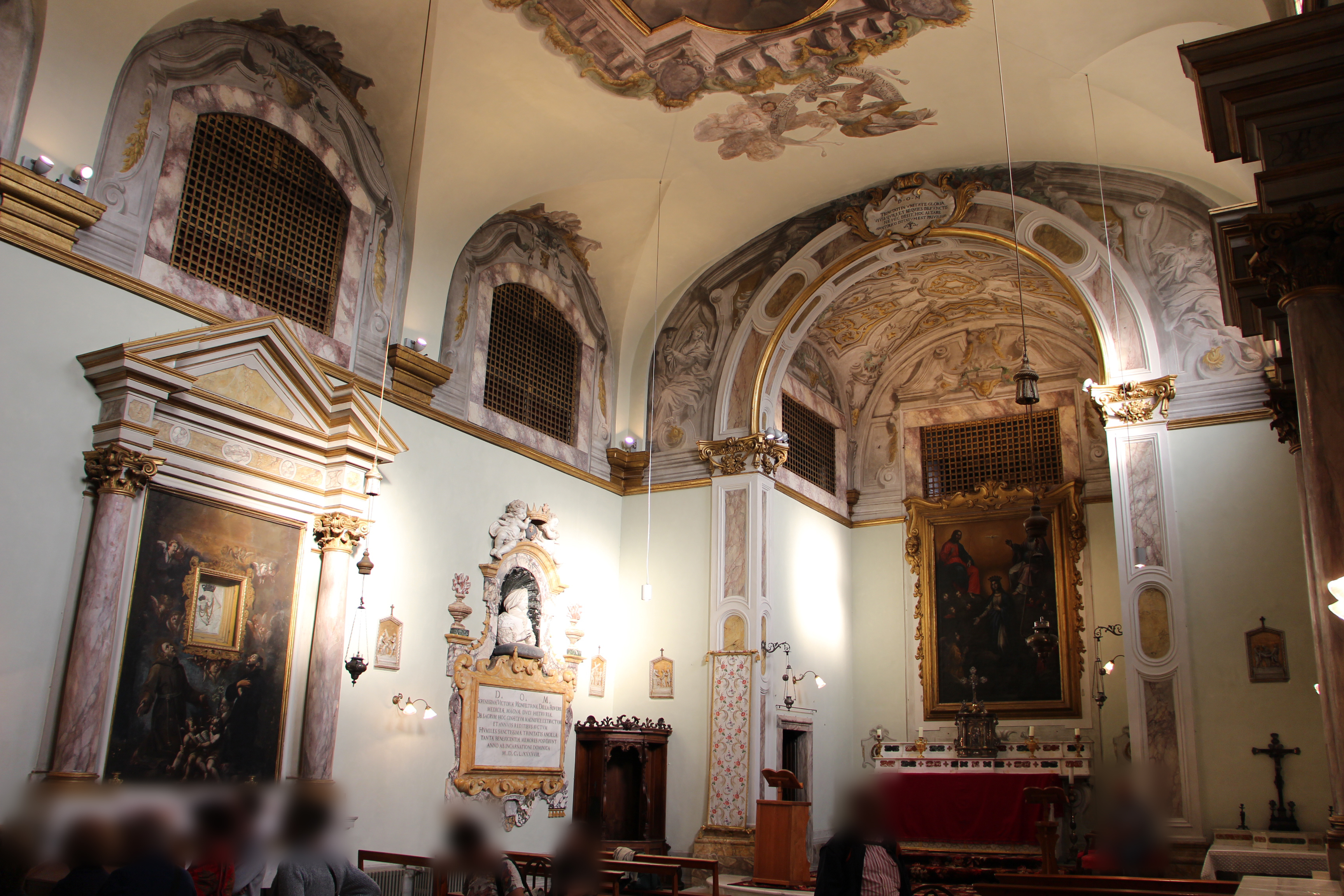
L'interno

All'interno presenta un coro basso ed uno alto; quello basso, posto dietro l'altare, presenta un Crocifisso ligneo dell'inizio del XVI secolo attribuito alla bottega di Baccio da Montelupo, sotto il quale si trova una tavola con la Maddalena del pieno Cinquecento. Il coro alto invece, protetto da grate, veniva usato dalle religiose, e presenta quadrature ad affresco. Il soffitto della chiesa fu affrescato da Giuseppe Nicola Nasini con Santa Vittoria presentata dalla Vergine alla Santissima Trinità, omaggio alla protettrice di Vittoria Della Rovere (1697).
Nella cappella sono ospitate numerose opere d'arte. Sull'altare si trova una tela di Francesco Curradi con la Trinità e la Vergine incoronata; più spettacolare è il tabernacolo d'argento, nascosto provvidenzialmente dalle religiose durante l'occupazione napoleonica, che conserva tuttora all'interno la collezione di gioielli donati nei secoli all'Istituto, sia dalle allieve e le loro famiglie, che dalle religiose stesse prima di entrare al servizio.
Sulla parete nord si trovano la tomba di Eleonora Ramirez de Montalvo, sormontata da un busto in stucco dipinto opera di Giacomo Antonio Corbellini (1689), e il monumento funebre di Vittoria Della Rovere, con un busto marmoreo barocco "alla romana" (provvisto cioè delle braccia) opera di Giovan Battista Foggini del 1698, incorniciato riccamente da volute e sculture marmoree.
Sul lato opposto un altare conserva il prezioso Crocifisso ligneo sagomato di autore anonimo del XIII secolo, già attribuito a Coppo di Marcovaldo, con le figure attorno al Cristo ridipinte nel XVII secolo. Questo Crocifisso era oggetto di particolari devozioni e veniva scoperto con grande solennità solo in occasione di una particolare ricorrenza tenuta una volta ogni dieci anni.

## Altre immagini

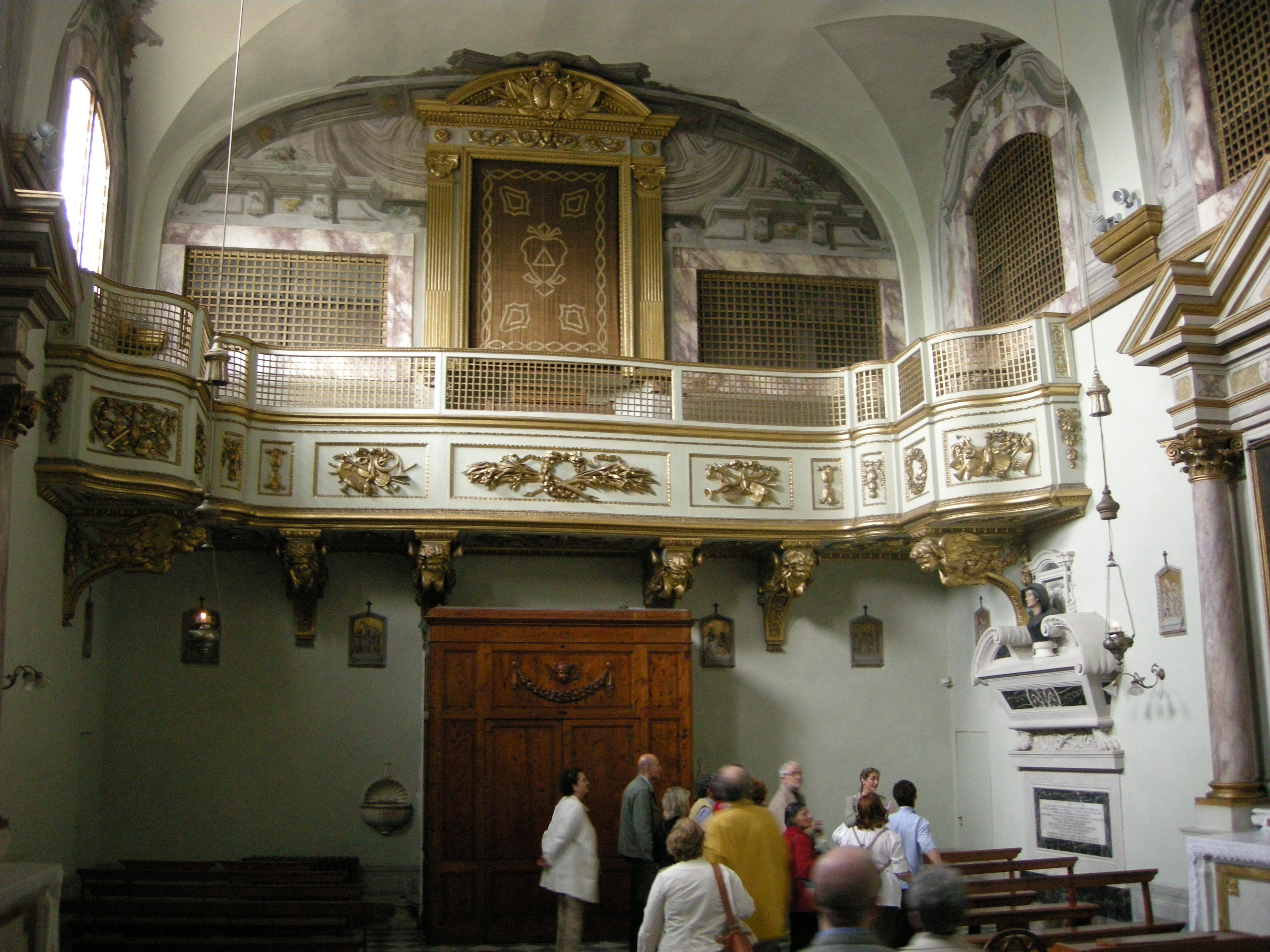
Interno
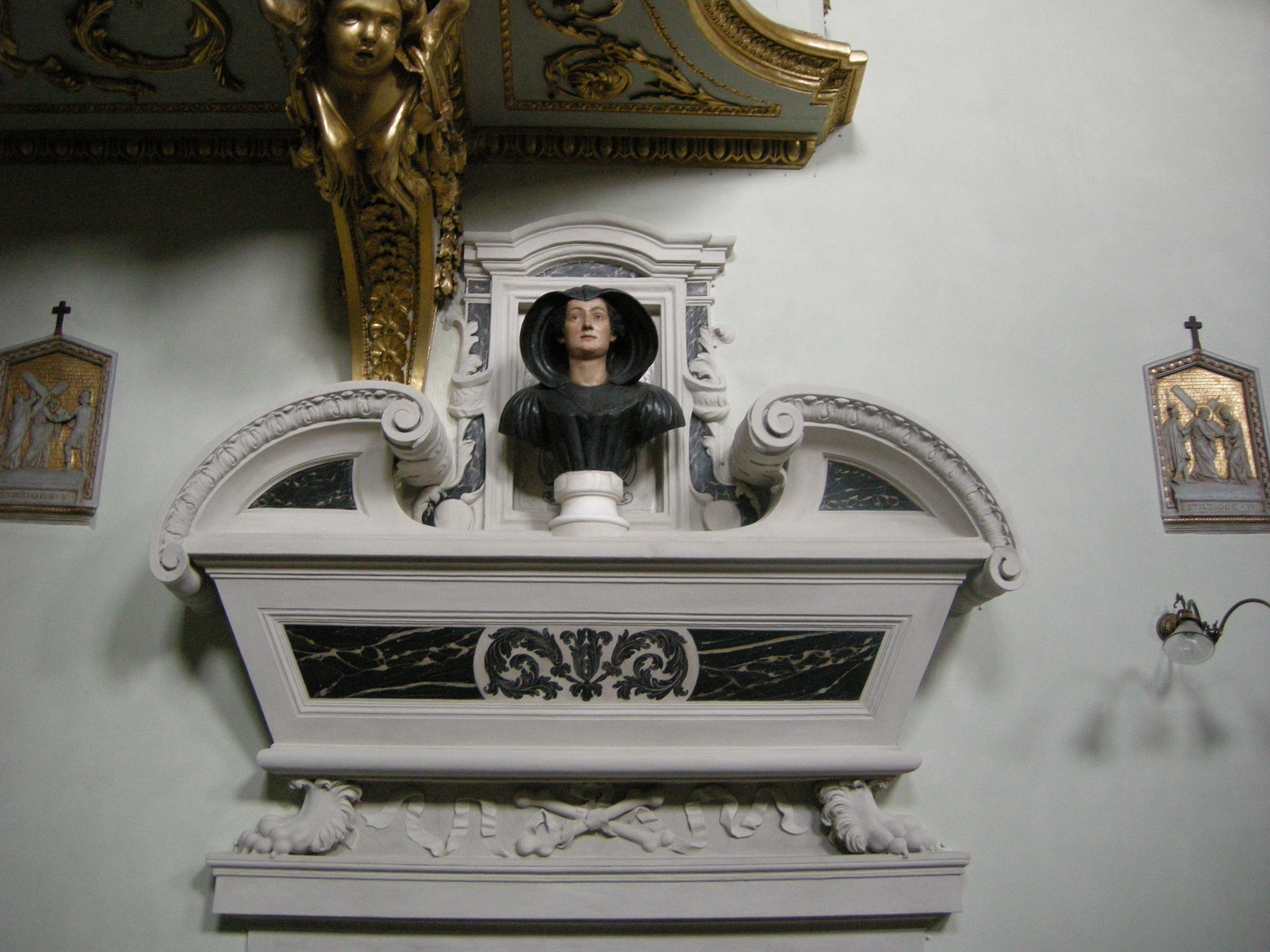
Tomba di Eleonora Ramirez de Montalvo
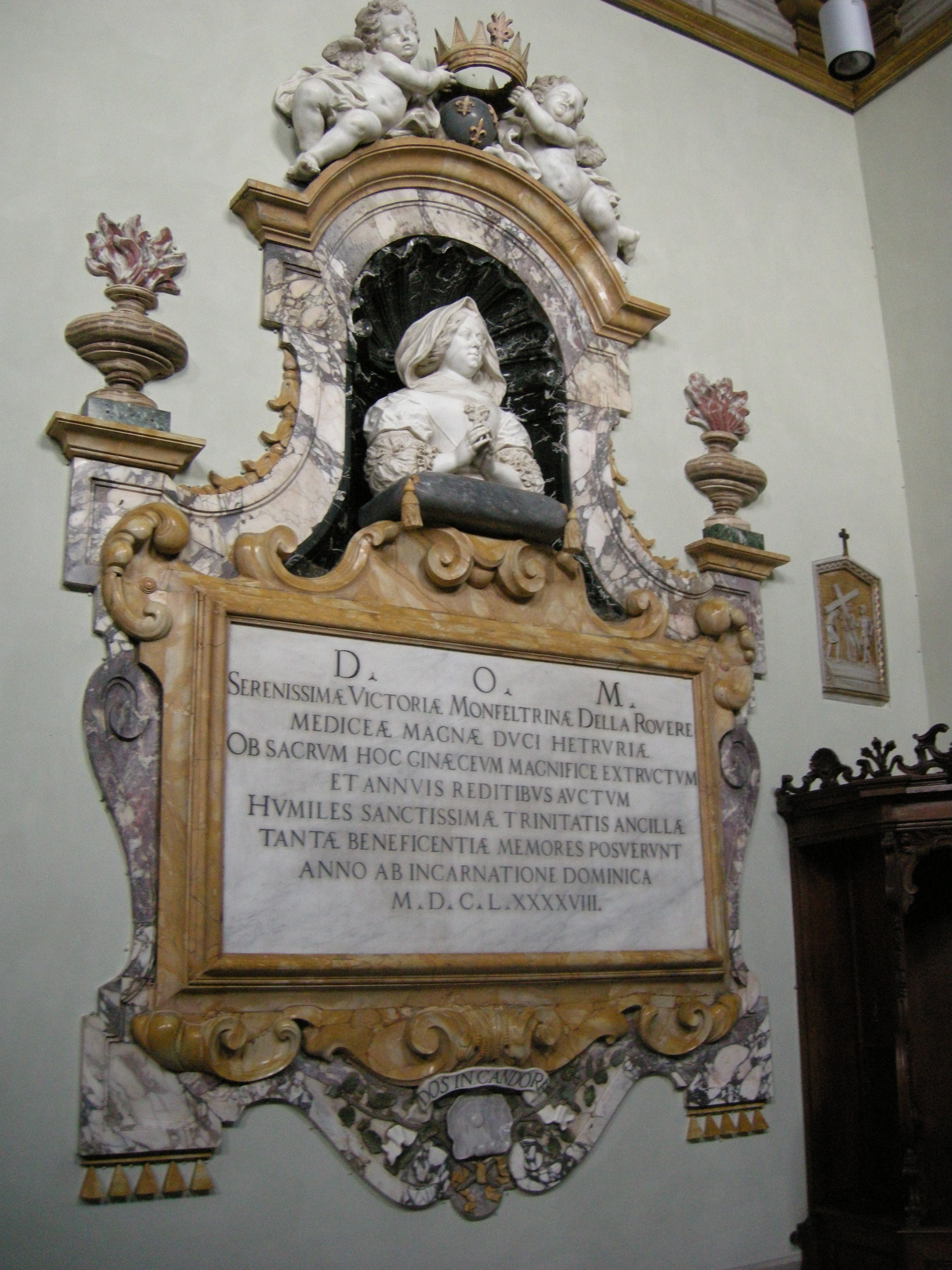
Tomba di Vittoria Della Rovere
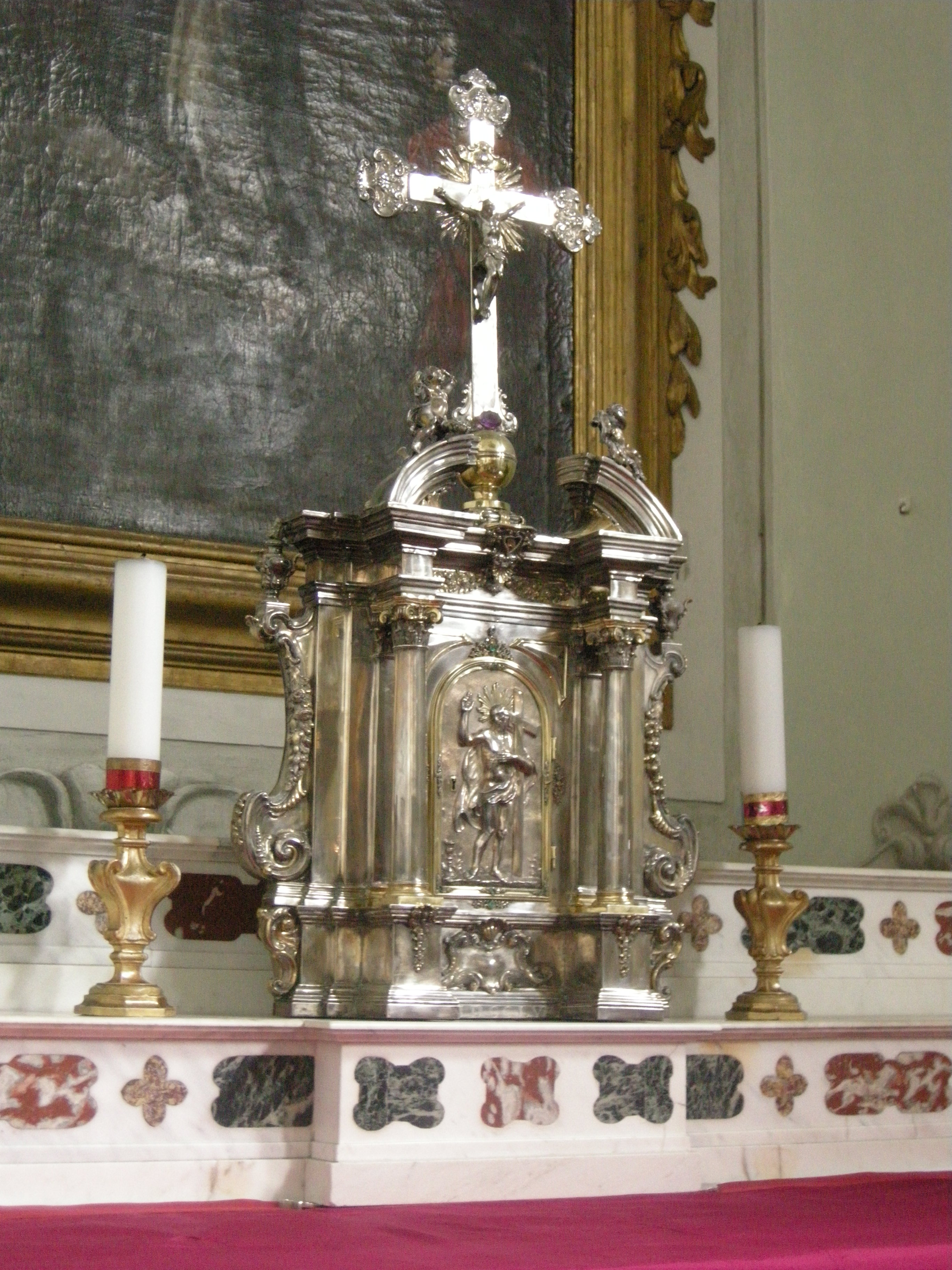
tabernacolo d'argento
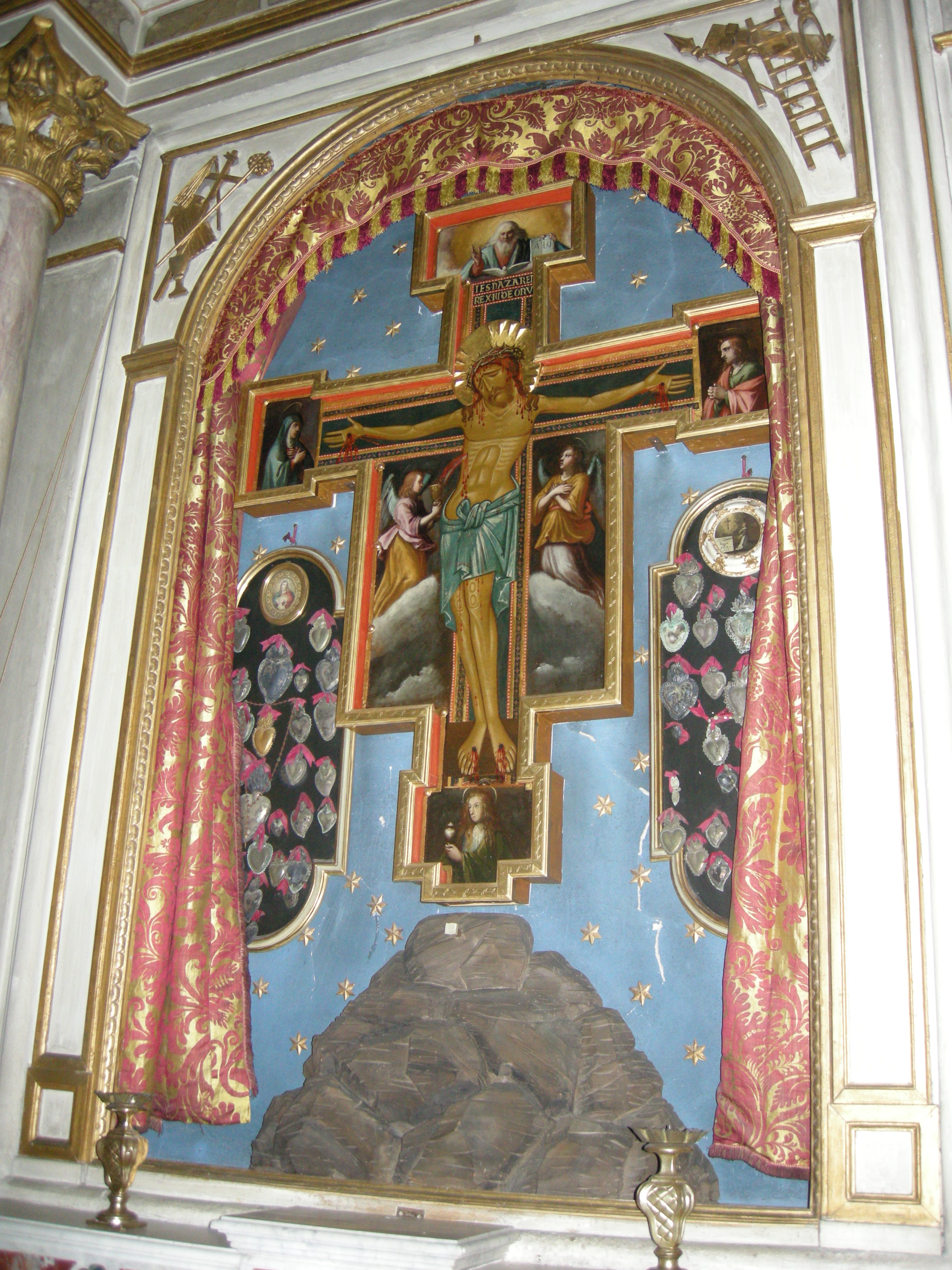
Il Crocifisso duecentesco
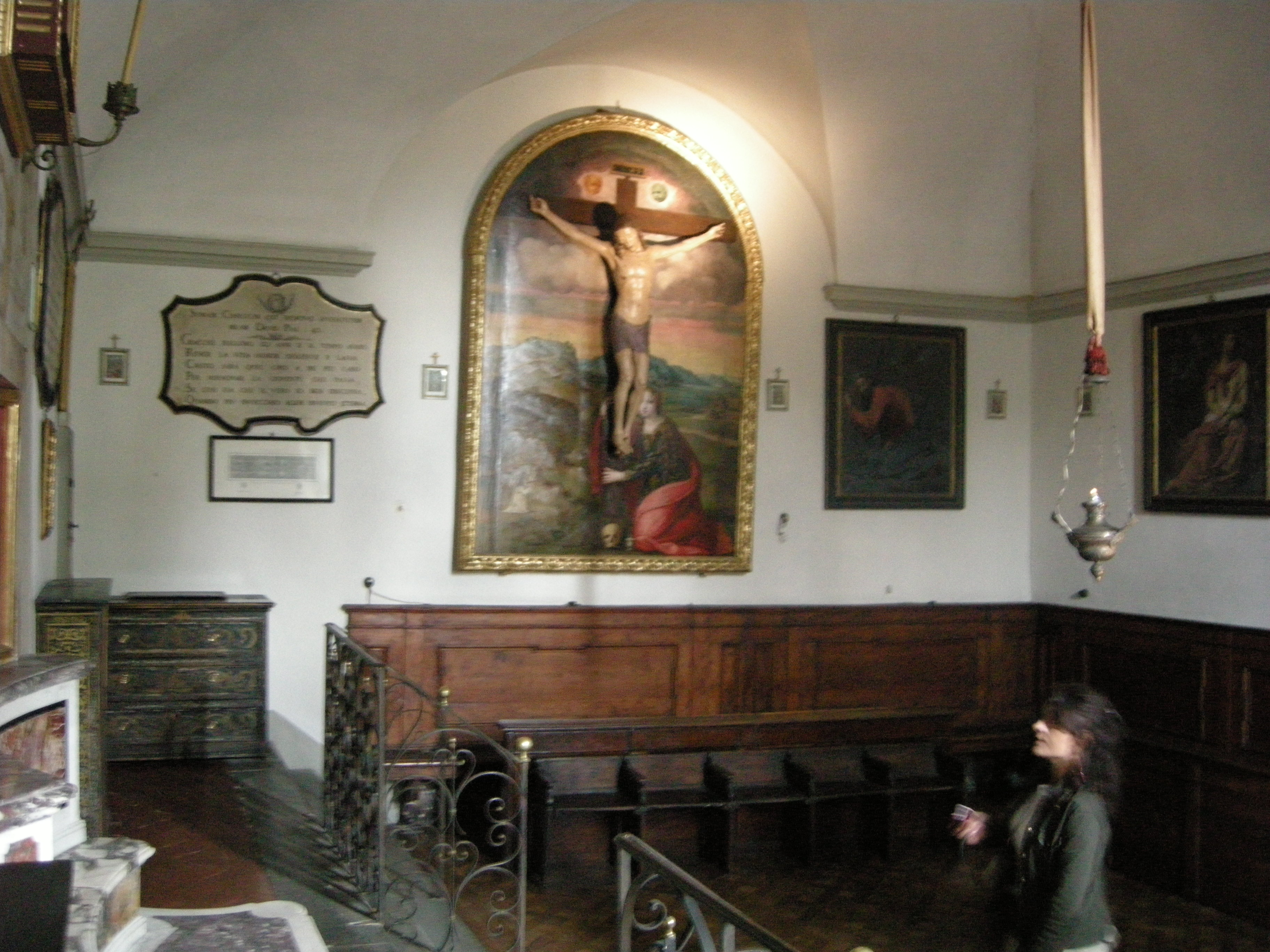
Il coro delle monache